# ارمنستان باستان
ارمنستان باستان (انگلیسی: Ancient Armenia) به تاریخ ارمنستان در دوران باستان اشاره دارد. این عنوان ارمنستان پیش از تاریخ را دنبال می‌کند و دوره ای تقریباً یک هزار ساله را در بر می‌گیرد که در پایان عصر آهن با وقایعی که منجر به انحلال پادشاهی اورارتو شد و ظهور اولین موجودیت ژئوپلیتیکی به نام ارمنستان در قرن ششم آغاز شد. قبل از میلاد از نکات برجسته این دوره می‌توان به ظهور ارمنستان بزرگ به عنوان یک ایالت مهم در غرب آسیا در قرن ۴ قبل از میلاد اشاره کرد که امپراتوری کوتاه مدت تحت فرمان ژولیوس سزار، پادشاه بزرگ تیگران دوم گرویدن رسمی پادشاهی به مسیحیت در سال 301; و ایجاد الفبای ارمنی در سال ۴۰۵ بود. این با فروپاشی پادشاهی ارمنی و تجزیه کشور در اواخر قرن پنجم به پایان می‌رسد و آغاز ارمنستان قرون وسطی است.

## دوران پیشاتاریخ
در طول عصر آهن، در منطقه ای که آشوریان باستان اورارتو نامیده می‌شدند (که خود اورارتویی‌ها آن را Bianili می‌نامیدند)، کنفدراسیون‌ها و پادشاهی‌های قبیله ای مختلف پدید آمدند. این گروه‌ها شامل هایاسا آزی، شوپریا، نایری، موشکی و احتمالاً گروهی بودند که به‌طور عطف به ماسبق به آنها ارمنو-فریگی‌ها می‌گویند. در قرن ۹ قبل از میلاد، قبایل از مجاورت دریاچه وان، پادشاهی وان (اورارتویی: Bianili) را برای دفاع از ارتفاعات در برابر آشور تأسیس کردند، و عملاً قبایل متفاوت ارتفاعات را در یک قلمرو متحد کردند و روند ادغام مردمان آن را آغاز کردند. . این پادشاهی در نهایت در قرن ششم قبل از میلاد به دست مردمان قوم ماد فروپاشید و اندکی پس از آن قلمرویی به نام «ارمنستان» از قلمرو پادشاهی سقوط کرده پدید آمد.
با توسعه هویت ارمنی در منطقه، خاطره اورارتو محو و ناپدید شد. بخش‌هایی از تاریخ آن به عنوان داستان‌های عامه پسند به نسل‌های بعد منتقل شد و در فرهنگ ارمنستان حفظ شد، همان‌طور که موسی خورنی در قالب آرای زیبا در کتاب قرن پنجم خود در تاریخ ارمنستان، جایی که او از اولین پادشاهی ارمنی در سال ۱۹۹۸ صحبت می‌کند، حفظ شده است. وان که علیه آشوریان جنگید. داستان‌های خورناتسی از این جنگ‌ها با آشور به کشف مجدد اورارتو کمک می‌کند.

## ساتراپی ارمنستان
مشخص نیست که نام مستعار ارمنستان از کجا گرفته شده است. قدیمی‌ترین نوشته‌ای که با اطمینان می‌توان به عنوان منبع نام ارمنستان را در نظر گرفت، در یک سنگ‌نوشته بیستون به سه زبانه فارسی به‌عنوان آرمینا در زبان پارسی باستان و به‌عنوان هارمینویا در زبان ایلامی ظاهر می‌شود، در حالی که نام قدیمی‌تر این منطقه، اورارتو، در ترجمه بابلی به کار رفته است
نام ارمنستان
کشور ارمنستان و ارمنیان نیز از زمان‌های دور با نام‌های مختلفی یاد شده‌اند. ارمنیان خود را «های» و کشورشان را هایک یا «هایاستان» می‌نامند. برخی از همسایگان، ارمنستان و ارمنیان را با نام‌های دیگری نیز شناخته‌اند.

## دودمان اورونتید
ارمنستان به عنوان یک پادشاهی تحت دودمان یرواندی (یرواندونی) در سال ۵۷۰ قبل از میلاد، اما در سال ۵۵۳ پیش از میلاد به عنوان ساتراپی تابع شاهنشاهی هخامنشی شده بود. این دوره با چندین شورش و مبارزات ارامنه برای کسب استقلال از شاهنشاهی پارس ثبت شد.

## پادشاهی ارمنستان
ساتراپی ارمنستان در سال ۳۲۱ قبل از میلاد، پس از فتوحات اسکندر مقدونی به پادشاهی مستقل تبدیل شد، اما سپس به عنوان یکی از پادشاهی‌های هلنیستی امپراتوری سلوکی گنجانده شد.